# Gastrodermus
Gastrodermus es un género de peces siluriformes de agua dulce de la subfamilia Corydoradinae. Sus 12 especies se distribuyen en aguas templado-cálidas y cálidas del centro-norte y centro-sur de Sudamérica. Sus integrantes son denominados comúnmente limpiafondos, barrefondos, tachuelas, etc.

## Taxonomía

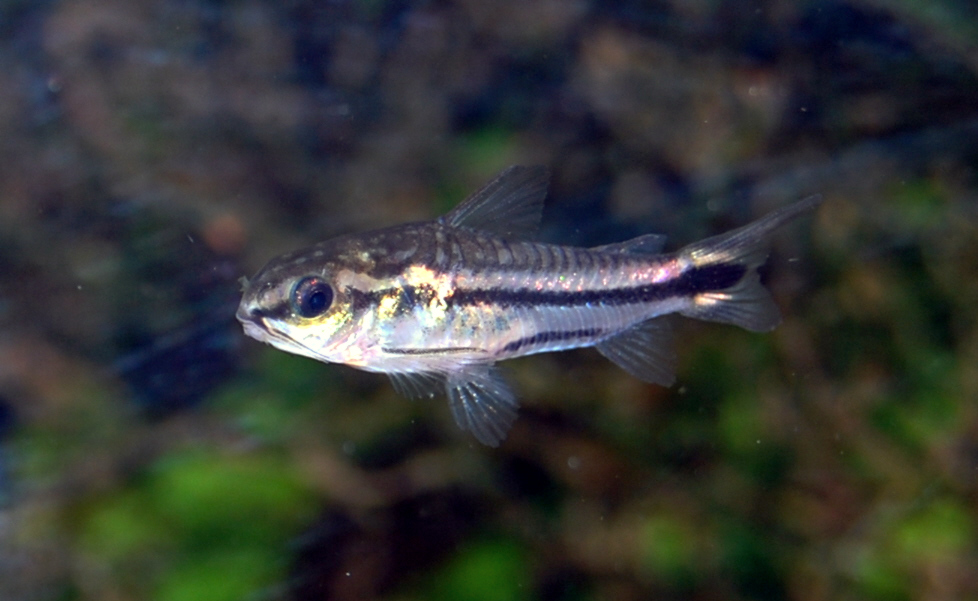
Gastrodermus pygmaeus.

El género Gastrodermus fue descrito originalmente en el año 1878 por el ictiólogo estadounidense Edward Drinker Cope, pero sin designación de una especie típica, la que fue designada posteriormente por Gosline en 1940, quien propuso a Gastrodermus elegans (Steindachner, 1877).

### Relaciones filogenéticas y subdivisión
En el año 1952 el ictiólogo alemán Jacobus Johannes Hoedeman creó la subfamilia Corydoradinae, la que fue estudiada en 1998 por Reis, en 2003 por Britto, y un año después por Shimabukuru-Dias y otros. Estos especialistas incluyeron a las especies del género Gastrodermus dentro de Corydoras. 
En el año 1970, H. Nijssen dividió a las especies de Corydoras en 9 grupos. El grupo “C. hastatus” lo caracterizó por exhibir individuos adultos de tamaño enano, mientras que el grupo “C. elegans” fue caracterizado por tener el cuerpo con varias rayas horizontales marrones a lo largo de los escudos laterales del cuerpo. En el año 1980, H. Nijssen y J. Isbrücker dividieron a las especies de Corydoras en 5 grupos; a uno de ellos, al grupo “C. elegans” le fue incertado las especies del grupo “C. hastatus” que Nijssen había definido 10 años antes.
En 2013, en su tesis, Vera-Alcaraz estudió toda la familia Callichthyidae abordando de manera total la evidencia disponible mediante análisis filogenéticos, empleando metodología cladística, lo que permitió corroborar mayormente las monofilias presentadas por anteriores especialistas, conciliando las diferencias con algunas propuestas de reordenamientos taxonómicos. Refrendó el tratamiento subfamiliar para Corydoradinae, y dado que encontró que Corydoras está formado por 3 clados monofiléticos, los categorizó como sendos géneros: Corydoras (senso stricto), Gastrodermus y Hoplisoma; los dos últimos géneros fueron revalidados.       
El grupo Gastrodermus es mayormente coincidente con las especies que en 1980 H. Nijssen y J. Isbrücker incluyeron en el grupo “C. elegans”. En 2011, M. Alexandrou y otros ya habían detectado la monofilia del grupo Gastrodermus.
El clado de Hoplisoma resultó ser el hermano del formado por Aspidoras más Scleromystax. El agrupamiento anterior a su vez es hermano de Gastrodermus, el cual está compuesto por un clado que contiene especies de tamaño intermedio y enanas, todas con las espinas pectorales aserradas. Finalmente, y como hermano de los otros clados de la subfamilia Corydoradinae, se encuentra Corydoras sensu stricto.
Restaría una publicación formal para validar los cambios propuestos.
Subdivisión
Gastrodermus se subdividiría entonces en 12 especies:  
- Gastrodermus bilineatus (Knaack, 2002)
- Gastrodermus elegans (Steindachner, 1877)
- Gastrodermus gracilis (Nijssen & Isbrücker, 1976)
- Gastrodermus guapore (Knaack, 1961)
- Gastrodermus hastatus (Eigenmann & Eigenmann, 1888)
- Gastrodermus mamore (Knaack, 2002)
- Gastrodermus nanus (Nijssen & Isbrücker, 1967)
- Gastrodermus napoensis (Nijssen & Isbrücker, 1986)
- Gastrodermus nijsseni (Sands, 1989)
- Gastrodermus paucerna (Knaack, 2004)
- Gastrodermus pygmaeus (Knaack, 1966)
- Gastrodermus undulatus (Regan, 1912)

## Distribución y hábitat
Las especies que integran el género Gastrodermus se distribuyen en el centro-norte y centro-sur de América del Sur, en todos los países desde el Perú (excluyendo Chile) hasta la Argentina, cubriendo también Bolivia, Brasil, Paraguay y Uruguay.
Habitan, al oriente de los Andes, en dos grandes cuencas hidrográficas con pendiente del Atlántico: la del del Amazonas y la del Plata; también en la cuenca de la laguna de los Patos, en el sur del Brasil.